# Aglossosia persimilis
Aglossosia persimilis är en fjärilsart som beskrevs av George Francis Hampson 1914. Aglossosia persimilis ingår i släktet Aglossosia och familjen björnspinnare. Inga underarter finns listade i Catalogue of Life.